# 霍赫菲希特山麓克拉弗
霍赫菲希特山麓克拉弗是奥地利上奥地利州罗尔巴赫县的一个市镇。总面积28平方公里，总人口1318人，人口密度47.1人/平方公里（2005年）。